# Alt-lite
alt-lite（オルト・ライト）、alt-light ないし、new-rightは、政治的ムーブメントおよび思想の一つ。alt-liteの活動家たちは右翼的な観点から主流的な保守を否定する。オルタナ右翼(alt-right)とはいくつかの側面から比較対象とされるが、類似する特徴を持っている。名誉毀損防止同盟所属のオーレン・シーガルによれば、alt-liteはオルタナ右翼を軌道修正するものだとされる。オルタナ右翼の支流とする見方もあるが、決定的な違いはオルタナ右翼に見られる白人至上主義、人種主義を拒絶する点にある。

## 概要
alt-liteの活動家はオルタナ右翼を白人至上主義のムーブメントだとして明確に区別している。2016年11月に行われた白人至上主義者の会合において、リチャード・B・スペンサー(オルタナ右翼を普及させた人物の一人とされる)はナチスのプロパガンダを引用し、聴衆のナチス式敬礼を受けながら「Hail Trump, hail our people, hail victory!(トランプ万歳、人民万歳、勝利万歳)」とスピーチを行った。その後、オルタナ右翼の中からスペンサーの思想に賛同せず、距離を置く者たちが現れ、別の派閥を形成するようになる。これはオルタナ右翼という広範的な運動の中で、白人主義や人種主義を掲げる勢力と、より正統的な権利を主張する勢力を断絶する結果となる。彼らは当初New-Right(新右翼)を自称し、活動家のマイク・セルノヴィッチは「境界線が引かれ、断絶は決定的になった」と言及している。2017年6月にワシントンD.C.で行われた集会にスペンサーが出席して以降両者の確執はより深まることになり、これはメディアからも注目を集めることになった。スペンサーは自身に反抗する勢力をalt-liteと呼称し「粛清する必要がある」などと語った。

## 信条
alt-liteはオルタナ右翼の人種・民族的ナショナリズムに対して、国民によるナショナリズムを掲揚し、グローバリズムを否定する。また活動家の多くはドナルド・トランプを積極的に支持している。時にポリティカル・コレクトネス、イスラム教、フェミニズム、ロビー活動、利益団体、虚偽報道、不法移民などに対する批評を展開する。名誉毀損防止同盟はこの運動に対してミソジニー、外国人嫌悪の傾向があるとも指摘している。
ニュースサイトのブライトバート・ニュースは、人種や民族によらないナショナリズムの主張や親イスラエル的な傾向から、オルタナ右翼の活動家達からはalt-liteと見なされている 。
雑誌ワイアードはalt-liteについて「融和的なオルタナ右翼の姉妹グループ」との見解を示した 。
alt-liteの信条は懐疑主義や急進主義、「大きな物語」に対する皮肉、現実主義的イデオロギー、表現の自由の維持、旧態依然な将来的観測の否定など、ポストモダニズムの思想の影響を受けている。
alt-liteを標榜としている人物としてマイク・セルノヴィッチ、ギャヴィン・マッキネス、ジャック・ポソービックらがいる。